# Uls-Väsby norr
Uls-Väsby norr är en bebyggelse norr om gården Uls-Väsby i Almunge socken i Uppsala kommun, Uppland. Vid SCB:s ortsavgränsning 2020 avgränsades här en småort.